# Kata del judo
Le forme, dette kata, sono schemi prestabiliti di attacco e difesa nello judo

## Caratteristiche
Vengono eseguiti da uno studente (detto Tori) con la collaborazione di un compagno (detto Uke) allo scopo di perfezionare l'essenza delle tecniche difficili
Tori è colui che esegue le tecniche mentre Uke è colui che le subisce. In alcuni casi Tori dà il via alla singola tecnica, in altri reagisce a un attacco predeterminato di Uke.
Il fine specifico dei Kata è nel dimostrare i principi fondamentali del judo (cedevolezza, squilibrio, uso della forza dell'avversario) dimostrando la corretta esecuzione delle tecniche, e i principi filosofici ad essi sottostanti. Inoltre consentono di mantenere vive le tecniche più antiche e di studiarne in maniera controllata alcune che resistono nel bagaglio culturale del Judo ma che sono bandite dalla competizione agonistica (Shiai) o dalla pratica libera (Randori) a causa della loro pericolosità.
La conoscenza dei vari Kata è il presupposto per il superamento degli esami per il passaggio alle cinture superiori.

## I sette elementi del kata
Al giorno d'oggi esistono sette Kata riconosciuti dal Kōdōkan:
- Le forme di pratica libera (Randori no Kata), comprendenti due kata:
  - Nage-no-kata o Forma delle proiezioni
  - Katame no Kata o Forma delle immobilizzazioni o del controllo(che comprende anche le principali leve articolari e i soffocamenti)
- Ju no Kata o Forme della cedevolezza
- Kime no Kata o Forma della decisione
- Kodokan Goshin Jutsu o Forme di autodifesa moderna del Kodokan
- Itsutsu no Kata, le cinque Forme
- Koshiki no Kata, le Forme antiche
- Seiryoku Zen'yō Kokumin Taiiku no Kata, Forme per l'educazione fisica nazionale alla massima efficienza

Esistono altri kata non ufficialmente riconosciuti dal Kodokan, perché ritenuti spurii o non creati da Kanō Jigorō che però continuano a essere impiegati. L'esempio più evidente è il Go no sen no kata, che si concentra sulle controtecniche in risposta ai tentativi di proiezione degli avversari.